# De Pikkinring
Heer Bommel en de Pikkinring of kortweg De Pikkinring is het 98ste verhaal uit de Bommelsaga, geschreven en getekend door Marten Toonder. Het verhaal verscheen voor het eerst op 13 maart 1962 en liep tot 28 mei van dat jaar. Het thema van dit verhaal is afgunst.

## Samenvatting
Markies de Canteclaer verdwaalt in het Donkere Bomen Bos. Bij toeval  ontmoet hij een vreemde dwerg, die tevens smid is en van wie hij de Pikkinring krijgt. 
Het wordt een roofring als men iets van een ander wil hebben. Maar dat schept verplichtingen, want met deze ring kan de markies alles wensen wat hij wil. Ook kan hij er uitsluitend vanaf komen wanneer hij een week lang niemand ergens om heeft benijd of een vrijwilliger vindt die hem overneemt. Het valt de markies moeilijk om de ring kwijt te raken, totdat heer Bommel veinst tegen de krachten van de ring te kunnen. De opgeluchte en uitgeputte markies staat hierop de ring aan hem af.
Aan de vinger van heer Bommel doet de ring, zoals te verwachten was, veel kwaad. Na een paar incidenten, zoals het onbedoeld omleggen van de loop van de rivier de Rommel na een gemeentelijke aanmaning over zijn waterverbruik, wordt heer Bommel opgepakt door commissaris Bulle Bas, maar door eenvoudig de positie van een ander te benijden weet hij keer op keer te ontsnappen.
Uiteindelijk benijdt heer Bommel de edelsmid en ziet Bommelstein gevuld met diens kunstschatten. De smid wedt met hem dat het hem niet zal lukken de ring kwijt te raken. En dan komt Bommel in zijn gouden net. Commissaris Bulle Bas arresteert heer Bommel wel telkenmale, maar die ontsnapt steeds door bediende Joost te benijden. Maar alle persoonsverwisselingen drukken zwaar, en heer Bommel neemt langzamerhand ook de zorgen van bediende Joost en de onderminister van Justitie over. De dwerg lijkt aan de winnende hand, zeker wanneer de uitgeputte heer Bommel zichzelf benijdt en zo is de cirkel rond. 
Aan het eind van de week dreigt heer Bommel in de smidse van de dwerg in een gouden net te belanden. Door alle moeilijkheden die heer Bommel anderen bezorgt, zijn er namelijk steeds minder personen over om zijn jaloezie nog op te wekken.
Maar uiteindelijk blijkt een zekere ambtenaar sterker dan de ring. 

#### Omstreden laatste aflevering 4607[5]
De commissaris is onder de indruk. Hij zal bezien of hij de verbaaltjes kan regelen. Heer Bommel heeft de rest van de kist nodig om de markies schadeloos te stellen. Tom Poes heeft intussen de dwerg uitgelegd hoe belastingen en belastingambtenaren in elkaar steken. Het verschijnsel is in de onderwereld van de dwerg onbekend. Tegen belastingen kan geen Pikkin-ring op. Zo komt er toch nog een slotmaaltijd met de commissaris, de dwerg Pikkin en de twee vrienden. Heer Bommel geeft toe dat hij de ring niet heeft kunnen overwinnen, dit in tegenstelling tot de ambtenaar eerste klasse. Hij heeft geleerd dat een heer niet jaloers mag zijn op andermans eigendom. Daarom is hij er niet zeker van of de ring nu wel in goede handen is!